# النادي البحري اليوناني بالإسكندرية
النادي البحري اليوناني بالإسكندرية (باليونانية: Ελληνικός Ναυτικός Όμιλος Αλεξανδρείας) هو ناد رياضي اجتماعي يوناني بمدينة الإسكندرية في مصر، أنشأ في 17 أبريل 1909 كأول نادي رياضي بحري في مصر، تعود فكرة إنشاء النادي البحري اليوناني بالإسكندرية إلى مطلع القرن العشرين مع وصول عدد كبير من اليونانيين إلى مدينة الإسكندرية واستقرارهم بها، أصبح الوضع في حاجة إلى إنشاء نادي يكون مقرًا لهم للتجمع وممارسة الرياضة، وكان النادي أول مكان داخل مصر يتم فيه ممارسة رياضة التجديف.

## معرض الصور

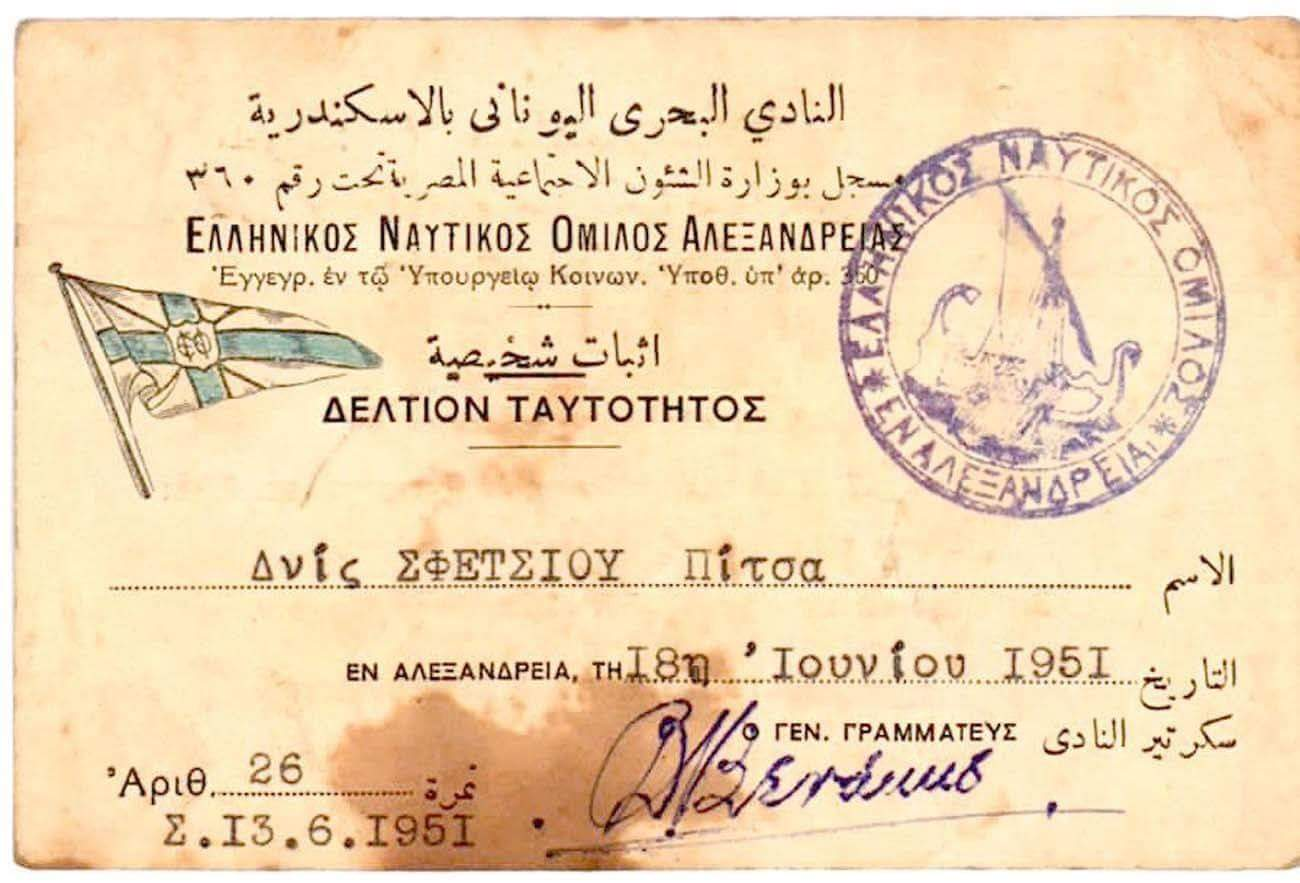
بطاقة عضوية النادي تعود لسنة 1951
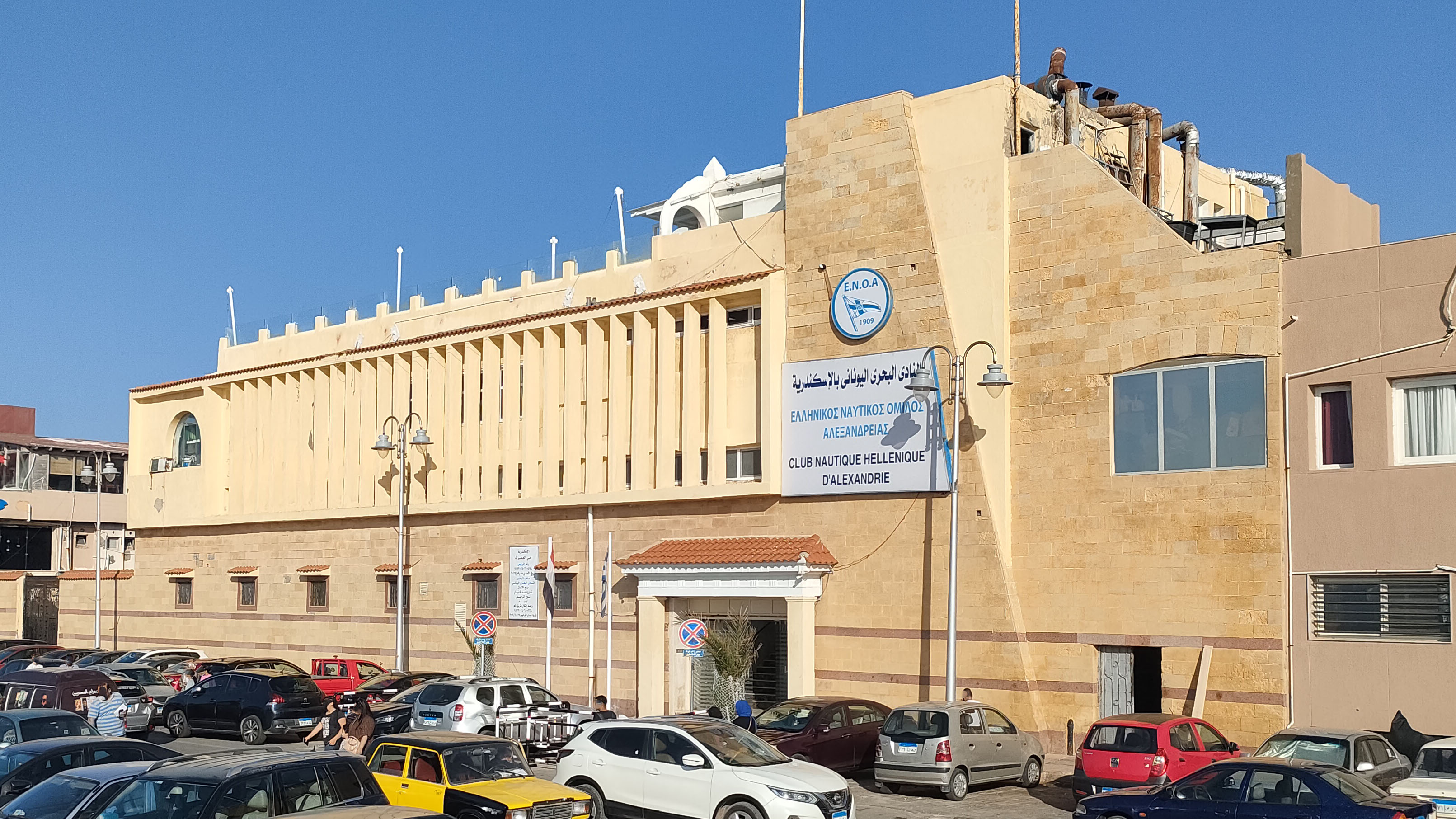
مبنى النادي من الخارج